# Трамвай в Брно

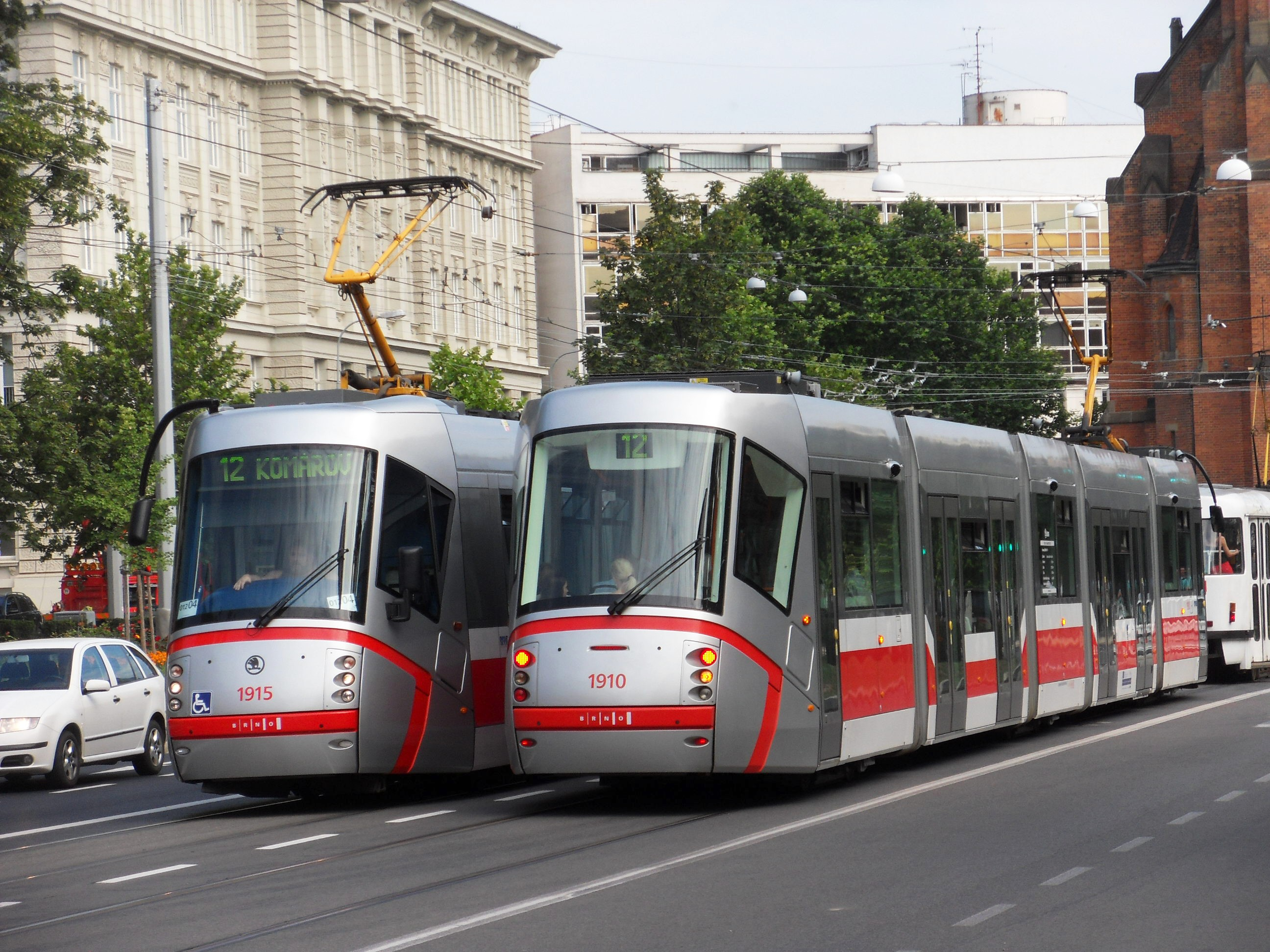
Трамваї в Брно, одна з найстаріших постійно використовуваних мереж у світі

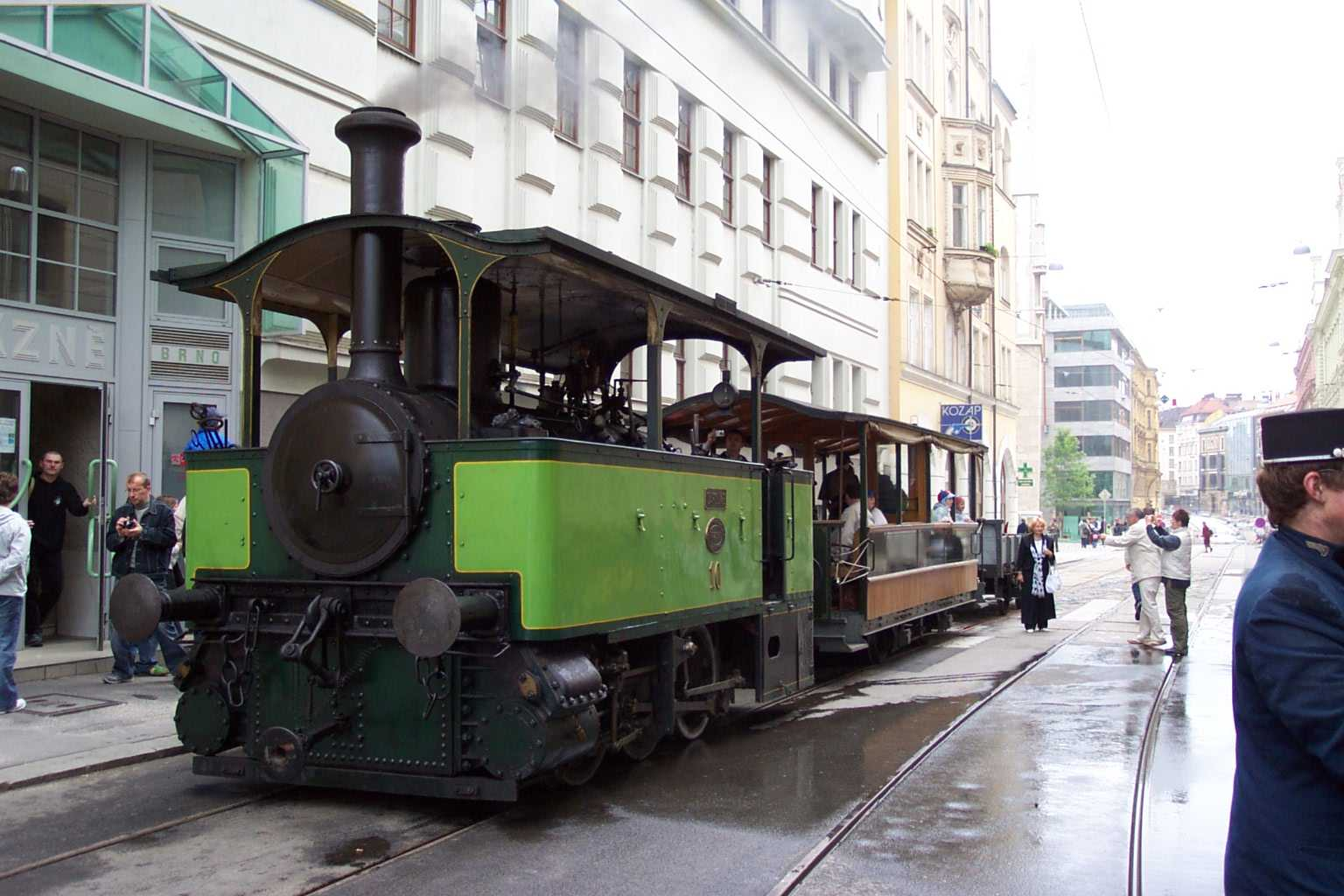
Трамваї в Брно, Історичний паровий трамвай — щорічний червневий трамвайний парад у Брно

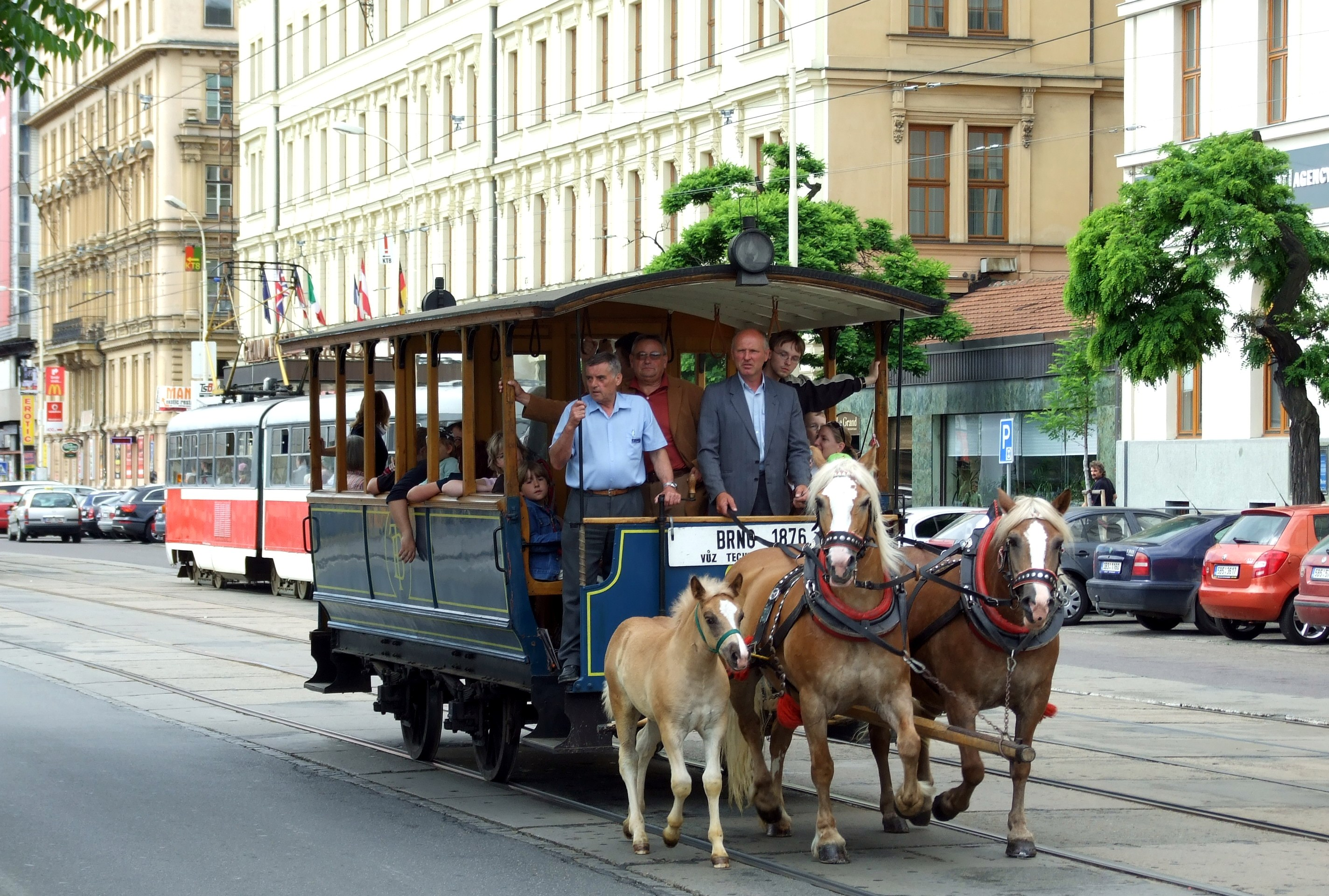
Трамваї в Брно, Історичний кінний трамвай (конка) — щорічний червневий трамвайний парад у Брно

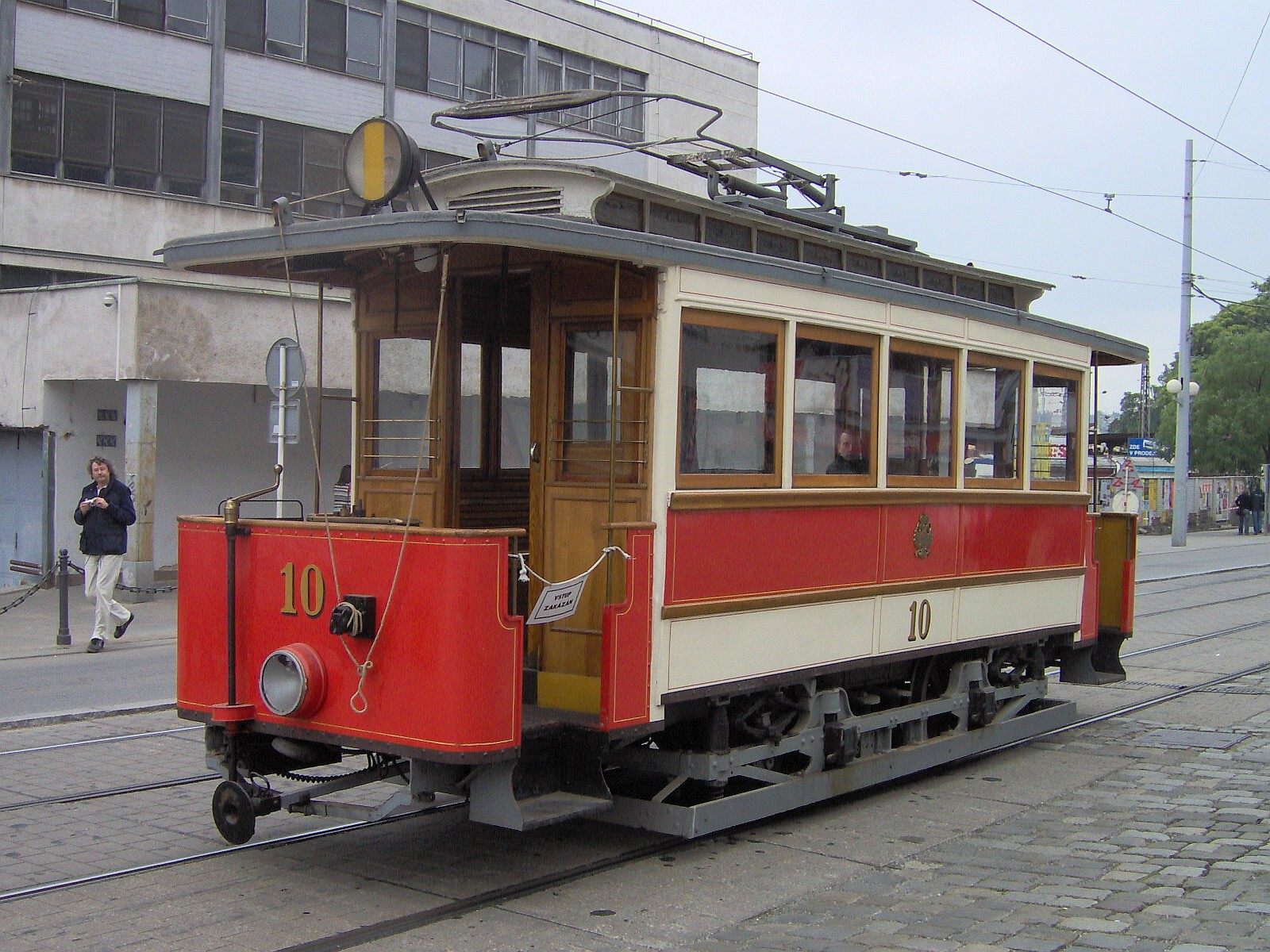
Трамваї в Брно, Історичний електричний трамвай — перший тип електричного трамвая в Брно

Трамвайна мережа Брно (чеськ. Tramvajová doprava v Brně, простіше Tramvaje v Brně) була першою мережею такого роду, яка була введена в експлуатацію в Чехії, з її лініями кінного трамваю, починаючи з 1869 року. Сьогодні Брно є другим за величиною містом Чеської Республіки після Праги, а його трамвайна мережа також є другою за величиною в країні.
Зараз трамвайна система Брно складається з 12 ліній із загальною робочою довжиною колій 139 кілометрів (86 миля) і загальною довжиною маршруту 70,4 кілометра (43,7 миля). Лінії не лише обслуговують міську територію, а й ведуть до сусіднього міста Модржице, розташованого на південь від Брно. Перед тим, як у 2008 році почалося будівництво останньої частини розширення, вся мережа складалася з 69,7 км колії. Трамвайною мережою оперує місто Брно, через Dopravní podnik města Brna (DPMB).
На брненському діалекті чеської мови (hantec) трамвай називається «шаліна». Походження цього слова можна простежити до німецького виразу «Elektrische Linie» (електричні лінії) або «schallen» (звучати).

## Історія

### Перший кінний трамвай
Брно було третім за величиною містом австрійської частини колишньої Австро-Угорської імперії, а сьогодні є частиною Чеської Республіки. Він був першим, хто запустив кінний трамвай, який стартував з 17 серпня 1869 року. Його маршрут пролягав до Лажанської площі (тепер вона називається Moravské náměstí або Моравська площа) на півночі від центру міста, яке на той час було незалежним муніципалітетом, відомим як Кралово Поле . Його оператором було «Трамвайне товариство Брно» для пасажирських і вантажних перевезень. Спочатку було лише шість доступних вагонів, і поступово компанія придбала загалом 57 пасажирських вагонів. Між 1875 і 1877 роками сполучення кінного трамваю було перервано .

### Другий кінний трамвай
Компанія, відома сьогодні як Brno Tramway, була заснована в червні 1876 року, її перший маршрут пролягав від головного вокзалу до Пісарки (Pisárky). Невдовзі після цього було запущено другий маршрут. Обидва маршрути експлуатувалися лише в літні місяці.

### Паровий трамвай
Парові трамваї почали працювати в мережі в 1884 році під назвою Steam Tramway Brno. У 1900-х роках почався перехід від пари до електроенергії, але паровози все ще використовувалися для транспортування вантажів до 1914 року.

### Початок електричного трамвая
Перші електричні залізничні лінії в Брно були введені в експлуатацію 21 червня 1900 року. Ці нові лінії включали 41 залізничний вагон і 41 причіп; останній придбав аж 12 вагонів із існуючих парових составі. Ці електричні лінії експлуатувалися компанією Брно. У той час як багато інших регіонів перейшли на електрику, трамваї Брно з паровою тягою були дуже ефективними, і зберегти технологію без змін було рентабельніше. Міста з менш налагодженою трамвайною системою були значно швидшими з точки зору переходу на електроенергію, включаючи Прагу та ряд інших менших міст, таких як Тепліце, Ліберець і Оломоуць.
Протягом першого року роботи було побудовано декілька нових ліній, а незабаром у системі було запропоновано загалом п'ять ліній. У 1914 році компанія Brno почала відчувати фінансові труднощі, і її поглинула австрійська група з доставки електроенергії Aktiengesellschaft з Відня. Під час Першої світової війни розглядалося подальше розширення, що призвело до розширення однієї лінії до госпіталю.

### Прем'єра трамвая Брно
Після утворення Чехословаччини в 1918 році було створено Товариство бренських трамваїв (Společnost brněnských elektrických pouličních drah). Першим завданням Товариства було відновлення вагонів і колій, які зруйнувалися під час війни. Починаючи з 1924 року були побудовані нові лінії, а через кілька років Товариство брненських трамваїв почало зосереджуватися на будівництві другої колії для далеких маршрутів.
Всього до 1938 року діяло вісім маршрутів. У 1942 році класичний потяг Lokalbahn Brünn-Lösch/Brno-Líšeň було перетворено на потяг, здатний рухатися трамвайною колією.

### Майбутнє
Довгий час планувалося створити метро Брно та підземну залізницю, щоб створити друге метро в Чехії після Празького метро . Станом на 2022 рік жодних планів не підтверджено. Не було закладено жодних планів щодо розширення існуючих ліній, однак запропоновано нові ділянки, включаючи поворот від лінії в Старому Лісковці до університетського містечка та продовження лінії в Бистрці до житлового масиву Kamechy.

## Маршрути
| Трамвай | лінія                                           | Довжина (км) |
| ------- | ----------------------------------------------- | ------------ |
| 1       | Řečkovice ↔ Bystrc, Ečerova                     | 10.40        |
| 2       | Židenice, stará osada ↔ Modřice, smyčka         | 11.65        |
| 3       | Židenice, stará osada ↔ Bystrc Rakovecká        | 11.52        |
| 4       | Masarykova čtvrť, Náměstí Míru ↔ Obřany Babická | 9.18         |
| 5       | Štefánikova čtvrť ↔ Ústřední hřbitov, smyčka    | 7.61         |
| 6       | Královo Pole, nádraží ↔ Starý Lískovec, smyčka  | 10.94        |
| 7       | Lesná, Čertova rokle ↔ Starý Lískovec, smyčka   | 8,97         |
| 8       | Líšeň, Mifkova ↔ Nemocnice Bohunice             | 13.67        |
| 9       | Lesná, Čertova rokle ↔ Juliánov                 | 8.76         |
| 10      | Stránská skála, smyčka ↔ Komín, smyčka          | 16.63        |
| 12      | Технологічний парк ↔ Komárov                    | 8.21         |

## Рухомий склад
Парк трамвайної мережі Брно складається з:
| Зображення | Тип трамвайного вагона | Модифікації та підтипи                                        | В експлуатації |
| ---------- | ---------------------- | ------------------------------------------------------------- | -------------- |
|            | Tatra T3               | Tatra T3G, Tatra T3R, Tatra T3R.P, Tatra T3R.EV, Tatra T3R.PV | 42             |
|            | Tatra K2               | Tatra K2P                                                     | 1              |
|            | Tatra KT8D5            | Tatra KT8D5R.N2, Tatra KT8D5N                                 | 29             |
|            | Tatra T6A5             | Tatra Т6А5                                                    | 40             |
|            | Škoda 03T              | Škoda 03Т                                                     | 13             |
|            | Tatra K3R-N            | Tatra K3R-N                                                   | 4              |
|            | Vario LF               | VarioLFR. E                                                   | 32             |
|            | Škoda 13Т              | Škoda 13Т                                                     | 49             |
|            | Vario LF2              | VarioLF2R. E                                                  | 32             |
|            | EVO2                   | EVO2                                                          | 35             |
|            | Škoda ForCity Smart    | Škoda 45T                                                     | 5              |